# Rodolf Guerra i Fontana
Rodolf Guerra i Fontana (Madrid, 21 de maig de 1935) fou un advocat polític català.

## Biografia
El 1940 es traslladà amb la seva família a Barcelona. Estudià batxillerat a l'Institut Balmes i es llicencià en dret a la Universitat de Barcelona, on es doctorà en criminologia. En 1958 formà part dels comitès executius de Nova Esquerra Universitària i de l'Associació Democràtica Popular. El 1960 formà part del Front Obrer de Catalunya. El 1962 fou detingut i condemnat en consell de guerra a tres anys de presó. En 1965 s'integrà en el Moviment Socialista de Catalunya, alineant-se amb Josep Pallach.
membre del Col·legi d'Advocats de Barcelona, durant finals dels anys seixanta s'encarregà de la defensa de treballadors i de processats pel Tribunal d'Ordre Públic i pels tribunals militar. Ingressà en la UGT i el 1974 en el Reagrupament Socialista i Democràtic de Catalunya, transformat posteriorment en Partit Socialista de Catalunya-Reagrupament, defensant la unitat de tots els grups socialistes catalans.
Quan va morir Josep Pallach el 1977 es va integrar en el PSC-Congrés i després en el PSC-PSOE, partit amb el qual fou elegit diputat per la província de Barcelona a les eleccions generals espanyoles de 1977, 1979 i 1982. Per motius de salut el 1986 no es va presentar a la reelecció i és membre de la Fundació Taller Escola de Barcelona.